# 桑萨 (东比利牛斯省)
桑萨（法語：Sansa，法語發音：[sɑ̃sa] ⓘ）是法国东比利牛斯省的一个市镇，属于普拉德区。

## 地理
桑萨（42°36'8"N, 2°10'25"E）面积22.27 平方千米，位于法国奧克西塔尼大區东比利牛斯省，该省份为法国大陆部分最南部的省份，涵盖了北加泰罗尼亚，北起奥德省，西接阿列日省和安道尔，南与西班牙接壤，东临地中海。
与桑萨接壤的市镇（或旧市镇、城区）包括：勒布斯凯、莫塞特、诺埃德、奥莱特、奥雷亚、拉约、福尔米盖尔、雷阿勒。

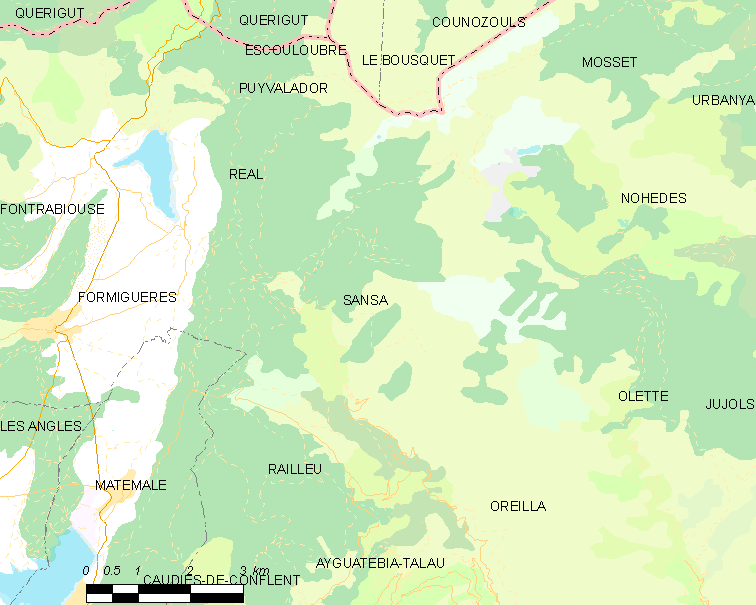
的OSM定位图

桑萨的时区为UTC+01:00、UTC+02:00（夏令时）。

## 行政
桑萨的邮政编码为66360，INSEE市镇编码为66191。

## 政治
桑萨所属的省级选区为加泰罗尼亚比利牛斯县。

## 人口

1962-2008年间人口变化图示

桑萨于2022年1月1日时的人口数量为31人。